# Hadsten
Hadsten är en ort i Jylland i Danmark, cirka 25 kilometer nordväst om Århus. Den tillhör Favrskovs kommun i Region Mittjylland och har 8 093 invånare (2017). Före kommunreformen 2007 var den huvudort i Hadstens kommun.
Hadsten uppstod som stationssamhälle 1862 och har nu växt samman med Neder Hadsten och Over Hadsten. Orten har fått karaktär av pendlingsförort till Århus, men har också en del lokalt näringsliv och flera utbildningsinstitutioner. Lilleåmarknaden är en årlig ortsfest.